# Frederic al V-lea, elector palatin
Frederic al V-lea (germană Friedrich V.; n. 26 august 1596, Deinschwang⁠(d), Lauterhofen, Bavaria, Germania – d. 29 noiembrie 1632, Mainz, Electoratul de Mainz⁠(d)) a fost Elector Palatin (1610–1623) și rege al Boemiei (1619–1620) sub numele de Frederic I (cehă Fridrich Falcký). Încercarea lui de a-și consolida poziția în cadrul Sfântului Imperiu German în timpul Războiului de treizeci de ani a eșuat din motive religioase, el fiind de religie protestantă. Frederic s-a căsătorit cu Elisabeta de Boemia. Din cauza domniei sale scurte a fost numit ironic "regele de o iarnă" (cehă Zimní král; germană Winterkönig). Este responsabil pentru construcția faimoasei grădini Hortus Palatinus în Heidelberg.

## Biografie

### Tinerețea, 1596–1610
Frederic s-a născut în Castelul de vânătoare Deinschwang, în apropiere de Amberg în Palatinatul Superior. A fost fiul principelui elector Frederic al IV-lea al Palatinatului și al Louisei Juliana de Nassau (fiica lui Wilhelm cel Taciturn și a Charlottei de Bourbon-Montpensier).
Membru al Casei Palatinat-Simmern, Frederic era înrudit cu aproape toate familiile care conduceau în Sfântul Imperiu Roman. La botezul său pe 6 octombrie 1596 în Amberg a participat un număr mare de diplomați și demnitari. Casa Palatinat-Simmern, o ramură a Casei de Wittelsbach, s-a remarcat prin atașamentul față de calvinism. Acest lucru a fost în contrast puternic cu Casa de Wittelsbach condusă de Ducele Maximilian care era profund devotat Bisericii Romano-Catolice.
Capitala Palatinatului Elector Heidelberg era afectată de ciumă bubonică și de aceea Frederic și-a petrecut primii doi ani de viață în Palatinatul Superior înainte de a fi adus la Heidelberg în 1598. În 1604, la îndemnul mamei sale, a fost trimis la Sedan la curtea unchiului său, ducele de Bouillon, Henri de La Tour d'Auvergne. Aflat la Sedan, Frederic a vizitat frecvent curtea lui Henric al IV-lea al Franței. Tutorele său a fost calvinistul Daniel Tilenius, profesor de teologie la Academia din Sedan. În timpul Războiului de Optzeci de Ani și a războaielor religioase franceze, Tilenius a militat pentru unitatea principilor protestanți pe care i-a convins că era datoria lor creștină să intervenă atunci când frații lor erau hărțuiți. Este posibil ca această idee să fi constituit punctul de plecare al viitoarei politici duse de Frederic.

### Controversa asupra tutelei și regenței (1610–1614)

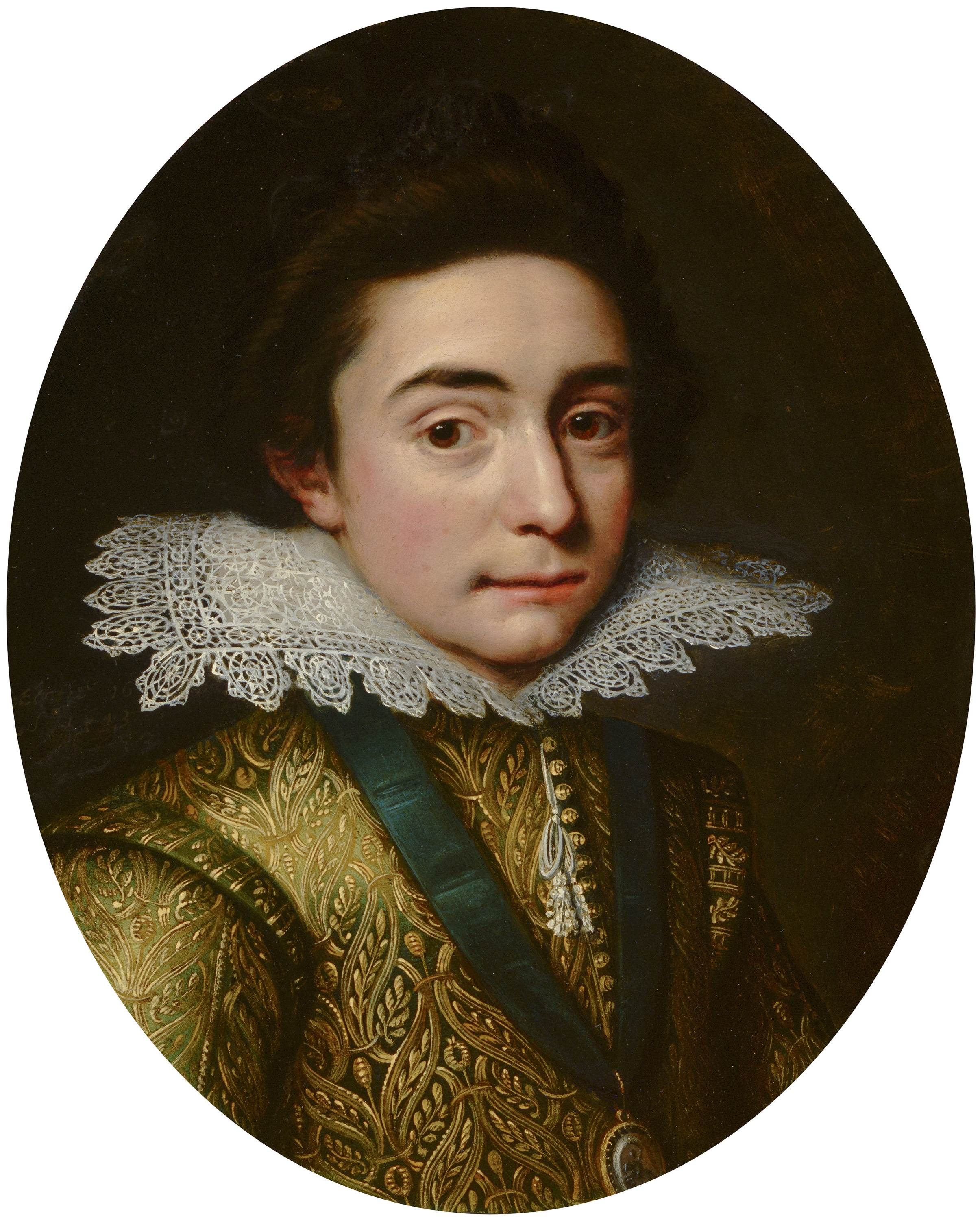
Portretul lui Frederic, de Michiel Jansz. van Mierevelt, 1613.

La 19 septembrie 1610 pe când Frederic avea doar 14 ani a murit tatăl său, Frederic al IV-lea, datorită „vieții extravagante”. Conform prevederilor Bulei de Aur din 1356, cea mai apropiată rudă pe linie bărbtească urma să preia regența până când Frederic împlinea vârsta majoratului. Cea mai apropiată rudă, contele palatin Wolfgang Wilhelm de Neuburg, era catolic și de aceea, cu puțin timp înaintea morții sale, Frederic al IV-lea l-a numit pe contele palatin Johann al II-lea de Zweibrücken regent pentru fiul său.
Aceasta a dus la o dispută aprinsă între principii Sfântului Imperiu Roman. În 1613 împăratul Matia I a intervenit în dispută. Ca urmare, Frederic al V-lea a fost considerat în măsură să înceapă să cârmuiască deși  era încă minor. Disputa s-a încheiat în 1614 când Frederic a ajuns la vârsta majoratului.

### Căsătoria cu Elisabeta Stuart
Politica lui Frederic al IV-lea privind căsătoriile a fost concepută pentru a consolida poziția Electoratului Palatin în tabăra reformată a Europei. Două dintre surorile lui Frederic al V-lea s-au căsătorit cu prinți protestanți: Luise Juliane s-a căsătorit cu contele palatin Johann al II-lea de Zweibrücken și Elisabeta Charlotte cu principele elector Georg Wilhelm de Brandenburg. Frederic al IV-lea a sperat că fiica sa, Katharina Sofie, se va căsători cu viitorul Gustav Adolf rege al Suediei însă acest lucru nu s-a întâmplat.

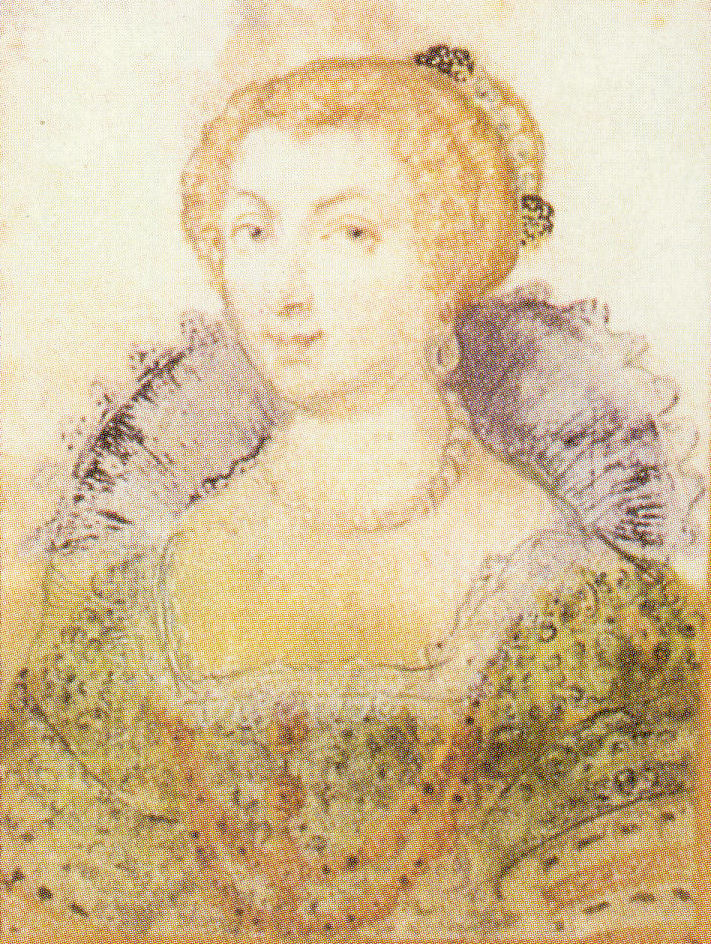
Elisabeta Stuart (1596–1662), 1613.

Respectând politica tatălui său, Frederic al V-lea a cerut-o în căsătorie pe Elisabeta Stuart, fiica regelui Iacob I al Angliei. Totuși, Frederic era doar un principe elector și regele Iacob probabil dorea să-și căsătorească fiica cu un rege. Inițial Iacob se gândise s-o căsătorească pe Elisabeta cu Ludovic al XII-lea al Franței însă planurile au fost respinse de consilierii săi. Consilierii lui Frederic din Electoratul Palatin au fost îngrijorați de faptul că o căsătorie a Elisabetei Stuart cu un prinț catolic putea destabiliza echilibrul confesional din Europa și astfel au hotărât ca soțul ei să fie Frederic al V-lea. Hans von Schönberg Meinhard a fost trimis la Londra în primăvara anului 1612 și după negocieri intense, contractul de căsătorie a fost semnat la 26 mai același an trecându-se peste obiecția reginei, Ana a Danemarcei.
Frederic a călătorit spre Londra punând piciorul pe pământ englez la 6 octombrie 1612. Frederic și Elisabeta, care anterior au corespondat în franceză, s-au simțit bine unul cu altul de la început. S-au logodit în ianuarie 1613 iar căsătoria a avut loc la 14 februarie 1613 la capela regală a palatului Whitehall. Evenimentul a fost celebrat în capodopera poetică a lui John Donne, Epithalamion, or Mariage Song on the Lady Elizabeth, and Count Palatine being married on St. Valentines Day. La scurt timp după căsătorie, Frederic a intrat în Ordinul Jartierei.
Ca parte a negocierilor de căsătorie, Frederic a fost de acord să extindă Castelul Heidelberg. Renovarea s-a finalizat în 1615 și "intrarea Elisabeta" a castelului i-a fost dedicată.

### Domnia înainte de Războiul de Treizeci de Ani (1614–1618)

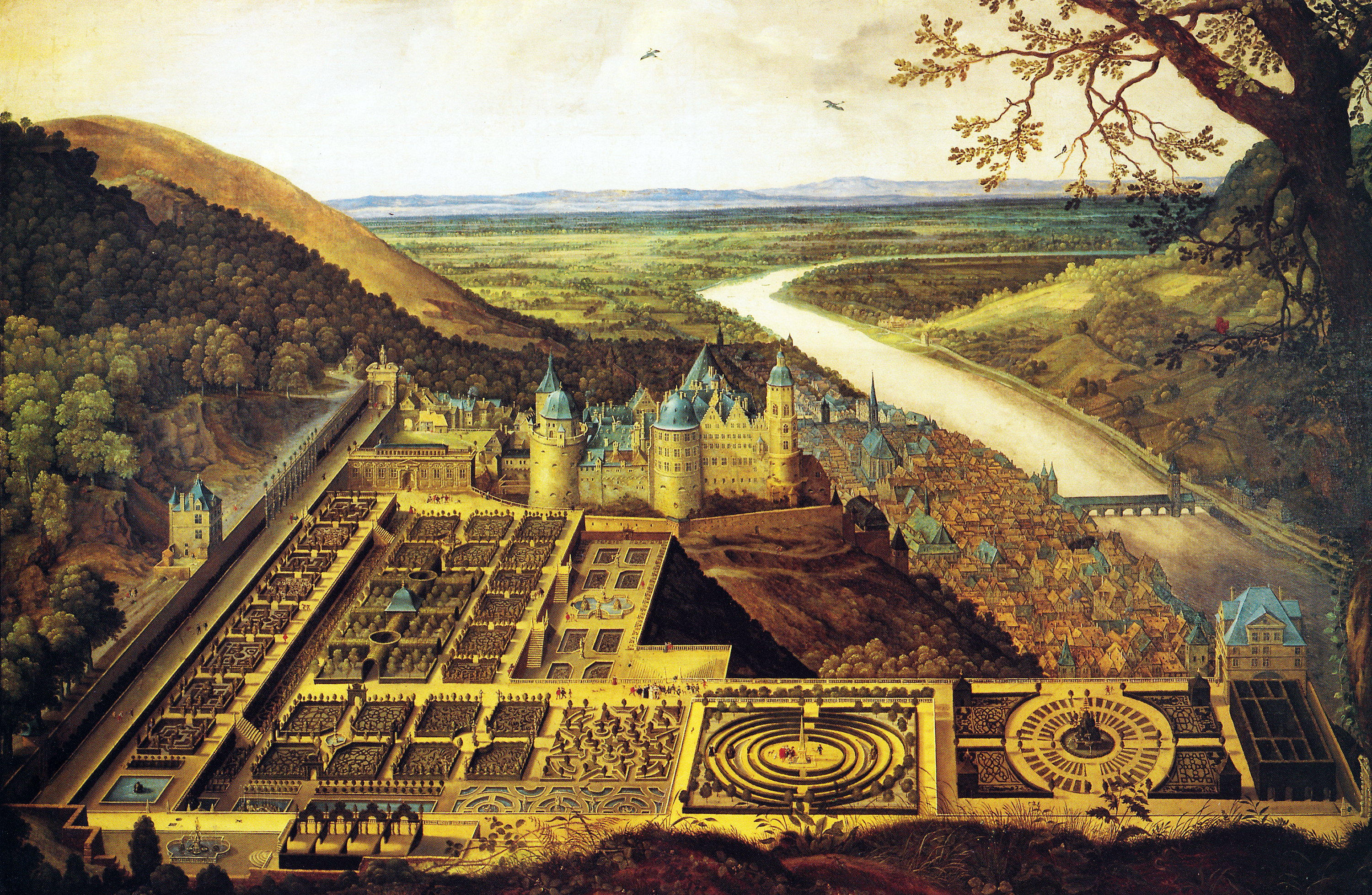
Castelul Heidelberg și grădina Hortus Palatinus comandată de Frederic și proiectată de grădinarul englez Inigo Jones (1573–1652) și inginerul francez Salomon de Caus (1576–1626).

După ce a împlinit 18 ani, la 26 august 1614, Frederic a preluat controlul personal al Electoratului Palatin. Una dintre primele sale acțiuni a fost de a participa la o reuniune a Uniunii Protestante. În cursul acestei reuniuni, Frederic a avut febră și aproape că a murit. Această boală a schimbat profund personalitatea sa: în urma bolii, contemporanii l-au descris ca melancolic și, posibil, deprimat. Ca atare, Frederic a plasat mare parte din responsabilitate cancelarului său, Christian I, Prinț de Anhalt-Bernburg.
Frederic a început construirea unei clădiri mari proiectată pentru a glorifica regimul său. În plus, în planul de renovare a Castelului Heidelberg menționat mai sus, Frederic a comandat o grădină nouă, Hortus Palatinus, proiectată de grădinarul englez Inigo Jones și de inginerul francez Salomon de Caus. Frederic a fost înfățișat ca Apollo și ca Hercule.
Din punct de vedere politic, Frederic s-a auto-poziționat ca lider al prinților protestanți ai Sfântului Imperiu Roman și ca apărător al libertăților nobililor germani împotriva împăratului catolic, Matia I. De la Pacea de la Augsburg, Sfântul Imperiu Roman a fost într-un echilibru delicat între principatele catolice, luterane și calvine (deși calvinismul nu a fost recunoscut la Pacea de la Augsburg). Conflictele dintre prinții din aceste trei credințe s-au dezvoltat într-o luptă profundă. În plus, "Armistițiul de 12 ani", un hiat în Războiul de Optzeci de Ani, a expirat în 1621 și ar fi dus probabil la reluarea luptelor dintre Republica olandeză și Imperiul Spaniol.

### Rege al Boemiei (1619–1620)

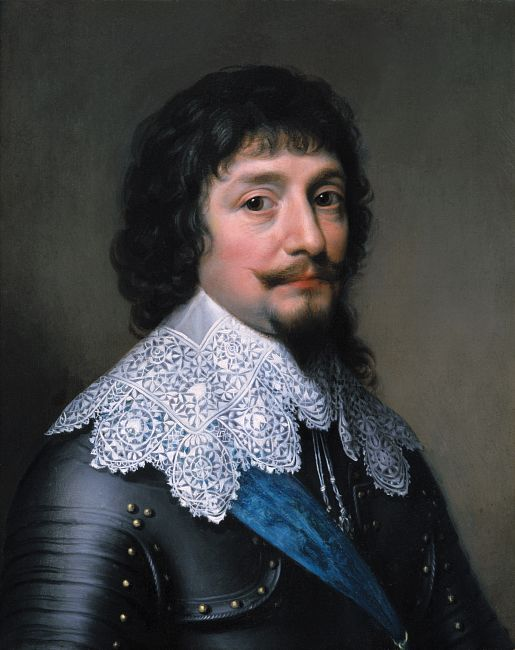
Frederic al IV-lea (Winterkönig - „Regele de o iarnă”)

Regatul Boemiei a fost o monarhie electivă, dar, în ciuda titlului de regat, era o parte din Sfântul Imperiu Roman. Începând din 1526 toți regii Boemiei au fost membri ai Casei de Habsburg și din 1555 ei au fost, de asemenea, împărați ai Sfântului Imperiu Roman. La începutul secolului al XVII-lea Boemia s-a confruntat cu o criză politică. Feudali regatului au devenit îngrijorați de faptul că habsburgii aveau planuri de a transforma Boemia într-o monarhie absolută.
Un număr mare de nobili din Boemia erau protestanți și se temeau că un împărat catolic ar încerca să impună catolicismul în Boemia. Astfel s-a dezvoltat o mișcare de opoziție față de Rudolf al II-lea, Împărat Roman. Rudolf a purtat un război împotriva Imperiului Otoman - cunoscut sub numele de Războiul lung - din 1593 până în 1606. Nemulțumit de rezultatul războiului lung, Rudolf a căutat să lanseze un nou război împotriva turcilor. Pentru a obține sprijin din Boemia pentru acest război, Rudolf a fost de acord să garanteze libertatea religioasă în Boemia, lansând așa-numita Scrisoare a Majestății în 1609. Cu toate acestea, nobilii au rămas suspicioși față de Rudolf și au fost în contact cu Uniunea Protestantă.
Când Rudolf a murit în 1611, Matia a fost ales rege romano-german și a devenit rege al Boemiei. La începutul anului 1612 au existat discuții în cadrul Uniunii Protestante pentru găsirea unui candidat protestant care să devină rege al Boemiei, în acest sens fiind luat în considerare Frederic.
În 1617 moștenitorul lui Matia la tronul din Boemia a fost numit ducele Ferdinand al Stiriei. Deoarece Ferdinand era un catolic loial mulți nobili protestanți credeau că acesta intenționa să retragă măsurile de protecție cuprinse în Scrisoarea Majestății emisă de Rudolf al II-lea. La 23 mai 1618 o adunare de nobili protestanți condusă de contele Jindrich Matyas Thurn a luat cu asalt Castelul Praga și a acuzat doi guvernatori imperiali, Vilem Slavata de Chlum și Jaroslav Borzita de Martinice, de încălcarea prevederilor Scrisorii Maiestății, i-a găsit vinovați și i-au aruncat, împreună cu scribul lor, Philip Fabricius, de la ferestrele Cancelariei Boemia. Acest eveniment - cunoscut sub numele de A doua defenestrație de la Praga - a marcat începutul revoltei, și odată cu ea, începutul Războiului de Treizeci de Ani.

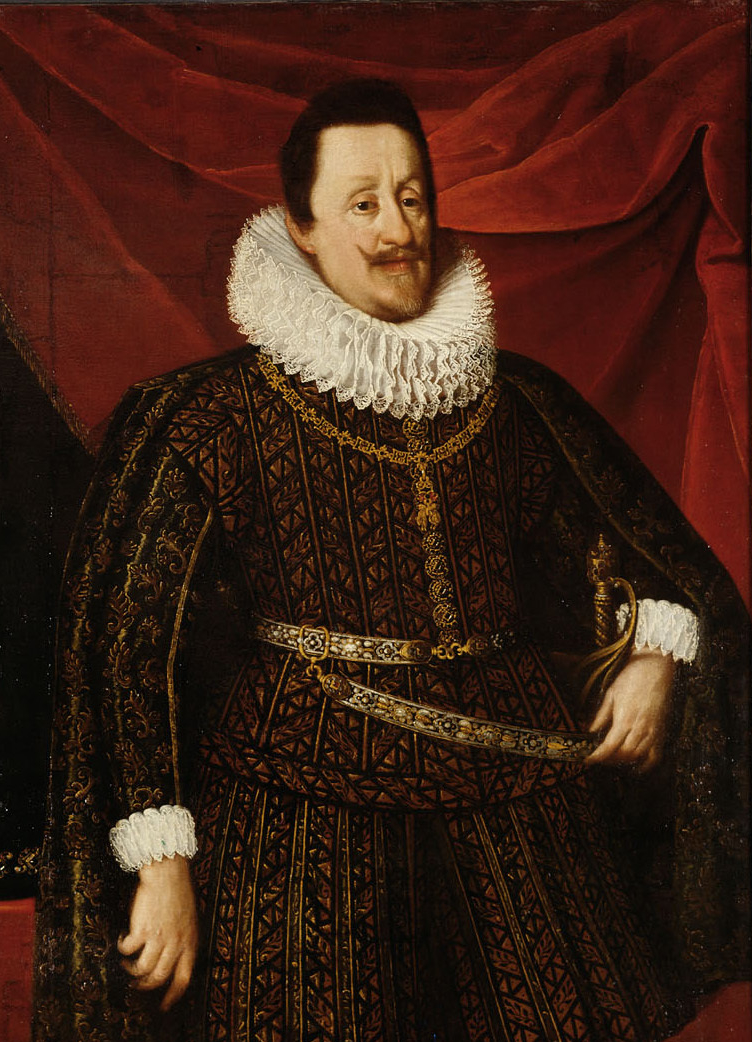
Ferdinand al II-lea, Împărat Roman (1578–1637) ales rege al Boemiei în 1617 a pretins ulterior că Frederic i-a uzurpat drepturile la tronul Boemiei

Prima mențiune la Praga a numelui lui Frederic ca un posibil candidat ca rege al Boemiei a venit în noiembrie 1618. Diplomatul palatin Christoph von Dohna l-a abordat pe Iacob I al Angliei, cu posibilitatea ca Frederic să devină rege al Boemiei, dar Iacob a reacționat negativ la această idee. Prinții Uniunii Protestante de asemenea au respins ideea temându-se că ar putea duce la un război religios. Electorul de Saxonia s-a opus ferm ideii.
În spatele scenei Frederic a autorizat trimiterea unei forțe militare, condusă de Ernst von Mansfeld, în sprijinul rebelilor din Boemia. În august 1618 au asediat Pilsen și la 21 noiembrie 1618 întregul regat se afla în mâinile protestanților.
Împăratul Matia a murit la 20 martie 1619. Deși succesorul său, Ferdinand al II-lea, fusese anterior încoronat rege al Boemiei, feudalii regatului au refuzat să-l recunoască ca rege. De teama unei invazii s-a căutat o alianță cu teritoriile Coroanei Boemiei (Silezia, Lusatia, Moravia). La 31 iulie 1619 la Praga, acestea au format Confederația Boemia care s-a opus habsburgilor. Conform acestui acord protestantismul a devenit religie de stat al teritoriilor din Boemia. În luna august 1619 parlamentul general al tuturor teritoriilor din Boemia a declarat că Ferdinand a pierdut tronul Boemiei. Astfel au fost rupte în mod oficial legăturile dintre Boemia și habsburgi și războiul a devenit inevitabil. Ferdinand de Bavaria, arhiepiscopul de Köln a prezis că această decizie ar duce la douăzeci, patruzeci sau șaizeci de ani de război.
Candidatul preferat de nobilii boemi ca nou rege era principele elector de Saxonia, însă acesta a făcut cunoscut că nu dorea tronul Boemiei. Prin urmare, Frederic era prințul protestant cu rangul cel mai înalt deoarece nimeni altcineva nu era dispus să riște un conflict cu împăratul. În luna august 1619 șansele lui Frederic de a deveni rege al Boemiei au crescut mai mult atunci când Gabriel Bethlen a declanșat o revoltă anti-habsburgică în Ungaria. Aceasta a fost exact perioada în care Ferdinand călătorea la Frankfurt pentru a fi încoronat.

#### Frederic la Praga
La 26 august 1619 statele din Confederației Boemiei l-au ales pe Frederic rege al Boemiei, prima dată de la alegerea sa pe 29 august la Amberg.
Două zile mai târziu Ferdinand al II-lea a fost ales împărat al Sfântului Imperiu Roman. Frederic a fost singurul principe elector care a votat împotriva lui Ferdinand; chiar și electorii protestanți John George I de Saxonia și John Sigismund de Brandenburg l-au votat pe Ferdinand. De asemenea, Colegiul elector a condamnat încercarea Confederației Boemiei de a-l înlătura pe Ferdinand de pe tronul Boemiei și a declarat că votul din 1617 prin care Ferdinand devenea rege al Boemiei trebuia acceptat.